# Told You So (canción de Paramore)
«Told You So» es una canción escrita y grabada por la banda estadounidense de rock Paramore de su quinto álbum de estudio, After Laughter (2017). Fue lanzado el 19 de abril de 2017 a través de Fueled by Ramen como el segundo sencillo. Fue escrito por la vocalista principal Hayley Williams y el guitarrista Taylor York y se grabó en la ciudad natal de la banda, Nashville, Tennessee.
Un video musical de la canción, dirigido por el baterista Zac Farro y Aaron Joseph, fue subido a su sello discográfico Fueled by Ramen en el canal de YouTube junto con el lanzamiento de la canción.

## Recepción crítica
Marc Hogan en Pitchfork le dio a la canción una crítica positiva, declarando: "Hay más en "Told You So" que un giro ingenioso en una vieja frase. Paramore se ha enfrentado a su cuota de negativistas ya que han ampliado su sonido desde sus orígenes de pop punk".
Jordan Sargent de Spin también elogió la canción como "de punta y fluorescente, construida en torno al tipo de surco de guitarra irregular que Paramore ha conseguido muy bien en escupir".

## Vídeo musical
El vídeo musical para «Told You So» fue estrenado el 3 de mayo de 2017. Fue dirigido por el baterista Zac Farro y Aaron Joseph. Farro basó el video musical en los viajes de la banda después de grabar sesiones en Los Ángeles. Hayley Williams le dijo a The Fader que Farro notó que su "ansiedad y estado general eran mucho más pacíficos en esos impulsos", afirmando además que eso lo hacía feliz de verla descansar por un momento, "Significa mucho que hayan conceptualizado un video sobre un momento que tuvimos como amigos". La banda usó el auto real de Farro para filmar y grabó el resto al guitarrista Taylor York. Es la casa de un grupo de amigos. Williams dijo, "hay oscuridad y suspenso y luego hay una sensación de unidad en las tomas completas de la banda en el coche, donde todos vestimos de rojo y bailamos juntos con la música". Anna Gaca de Spin dijo que el vídeo "presenta a la banda con el estilo de ladrones franceses dentro de una película de Wes Anderson".

## Posicionamiento en lista
| Lista (2017)                           | Posiciones |
| -------------------------------------- | ---------- |
| New Zealand Heatseekers (RMNZ)         | 7          |
| Escocia (Scottish Singles Sales Chart) | 66         |